# В ад с чёрного хода
«В ад с чёрного хода» (англ. Back Door to Hell) — американский фильм 1964 года режиссёра Монте Хеллмана. Действие фильма происходит в 1944 году и описывает разведывательную операцию в рамках подготовки американской армии к освобождению филиппинского острова Лусон, оккупированного японцами.

## Сюжет
Трое американских солдат — Крейг (Джимми Роджерс), Барнетт (Джек Николсон) и Джерси (Джон Хакетт) высаживаются на филиппинском острое Лусон в декабре 1944 года, за несколько недель до начала операции по освобождению. Они должны встретиться с филиппинским партизаном Мигелем, своим связным, который передаст сведения о численности и координатах соединений японской армии. Выясняется, что Мигель убит, и разведчикам приходится иметь дело с Пако, командиром партизанского отряда. Пако с недоверием относится к американцам и не спешит сотрудничать с ними — во время американской бомбардировки погибли его жена и ребёнок.
Тем временем, японский капитан (Джо Сисон), командующий гарнизоном в ближайшем городке, узнаёт о появлении американцев и передаёт партизанам требования выдать их, обещая в случае отказа убить взятых в заложники филиппинских детей. Используя элемент внезапности, партизаны совместно с американцами перебивают весь гарнизон и освобождают заложников. Допрос взятых в плен капитана и рядового оказывается безрезультатным, и партизаны расстреливают их, несмотря на протест американцев.
Через некоторое время партизаны и американцы встречают в джунглях небольшой отряд бандитов, главарь которых, Рамундо (Джонни Монтейро), соглашается передать сведения о перемещениях японцев в обмен на радиостанцию, которую рассчитывает выгодно продать. Американцы соглашаются на условиях предварительной проверки сведений (в разведку отправляются Пако и Джерси). Рамундо, недовольный задержкой, повреждает радиостанцию и уходит со своим отрядом.
Необходимость срочно передать разведывательные данные вынуждает отряд искать другой передатчик. Пако сообщает о находящейся неподалёку японской коротковолновой радиостанции, принимается решение о захвате ближайшей ночью. Американцам удаётся бесшумно снять часовых, проникнуть в здание и начать передачу, но один из японских солдат замечает их и поднимает тревогу. В ходе завязавшейся перестрелки погибает Барнетт, успевший отправить радиограмму. Чтобы дать возможность выбраться Крейг и Джерси, Пако со своим отрядом принимает решение отвлечь японцев на себя.
Джерси и Крейг несут тело Барнетта, собираясь похоронить его у реки. От Марии (Аннабель Хаггинс), возлюбленной Пако, они узнают, что Пако погиб вместе с большей частью партизанского отряда.

## В ролях
| Актёр            | Роль             |
| ---------------- | ---------------- |
| Джимми Роджерс   | лейтенант Крейг  |
| Джек Николсон    | Барнетт          |
| Джон Хакетт      | сержант Джерси   |
| Аннабель Хаггинс | Мария            |
| Конрад Мага      | Пако             |
| Джонни Монтейро  | Рамундо          |
| Джо Сисон        | японский капитан |

## Работа над фильмом
После окончания съёмок Монте Хеллман заболел и вынужден был провести три недели в больнице. Поэтому первоначальный вариант монтажа выполнила Фели Кристономо. Он настолько не устроил Хеллмана, что тот решил перемонтировать фильм. Из-за нехватки времени (нужно было приступать к съемкам «Полёта к ярости», ему пришлось заниматься этим по ночам.
В компании «20th Century Fox» были недовольны мрачным финалом фильма, поэтому в конце было добавлено несколько минут военной кинохроники, и именно в таком виде «В ад с чёрного хода» вышел в американский кинопрокат.